# Spirospermum
Spirospermum é um género botânico pertencente à família Menispermaceae.

## Espécies
- Spirospermum penduliflorum DC.

1. ↑  «Spirospermum — World Flora Online». www.worldfloraonline.org. Consultado em 19 de agosto de 2020